# Alfred Kotey
Alfred Kotey (* 3. Juni 1968 in Accra; † 30. Juni 2020 in New York City) war ein ghanaischer Boxer im Bantamgewicht.

## Karriere
Kotey ging für sein Heimatland bei den Olympischen Spielen in Seoul an den Start, bei denen er gegen den Kuwaiti al-Mutairi und Mwangata aus Tansania gewinnen konnte, im Viertelfinale aber gegen Mariano González verlor. Nach den Spielen begann er seine Profikarriere. Am 30. Juni 1994 boxte er gegen Rafael Del Valle um den Weltmeistertitel des Verbandes WBO und siegte durch einstimmige Punktrichterentscheidung. Diesen Titel verteidigte er zweimal und verlor ihn im Dezember des darauffolgenden Jahres an Daniel Jiménez nach Punkten.
2012 beendete er nach 26 Siegen bei 16 Niederlagen seine Karriere. Er starb Ende Juni 2020 im Alter von 52 Jahren.